# Carlos Mario Londoño
Carlos Mario Londoño Mejía (Envigado, 4 de noviembre de 1918-Bogotá, 3 de julio de 1991) fue un banquero colombiano. Ejerció brevemente la Gerencia del Banco de la República en 1957, tras el fallecimiento de Luis Ángel Arango. Anteriormente había sido gerente del Banco Central Hipotecario.

## Biografía
Nació en Envigado (Antioquia), en 1918, hijo del militar y terrateniente Julio Londoño y de su esposa, Rosa Mejía. 
Se graduó de bachiller del Colegio San José de Medellín en 1939 y en 1945 se graduó como Doctor en Derecho y Ciencias Políticas de la Universidad Pontificia Bolivariana de Medellín. Así mismo, estudió Ciencias Económicas y Administrativas en el Instituto de Estudios Superiores de la Empresa IESE, de Barcelona.
Entre los múltiples cargos que ocupó en el sector privado destacan haber sido director del Banco Cafetero , la Flota Mercante Grancolombiana, Avianca, la Compañía Central de Seguros, el Banco Panamericano y el Banco de Asunción (Paraguay), haber sido representante del Banco Atlántico y de otras entidades comerciales de España, haber sido secretario general de la Asociación Nacional de Industriales (ANDI), presidente de la Fundación Educativa Centralseguros y promotor de la fundación de la Compañía Central de Seguros, el Banco Cafetero, el Banco de los Trabajadores, el Banco de Asunción (Paraguay), el Banco Popular del Ecuador, la empresa de seguros La Equidad y la promotora de vivienda cooperativa FINANCIACOOP. 
En el sector público fue concejal de Envigado, diputado a la Asamblea Departamental de Antioquia, secretario de Gobierno de Antioquia, Representante a la Cámara, secretario general de la Presidencia de la República, director del Banco de la República, el Banco Central Hipotecario, la Corporación Financiera Popular, consultor de Desarrollo Social de la Organización de Estados Americanos y Embajador de Colombia en Portugal. 
Vivió sus últimos años en una casa campestre en Guaymaral, a las afueras de Bogotá, acompañado de su familia. Allí fallece el 3 de julio de 1991. En 1994, se le realizó un homenaje póstumo en la Universidad de la Sabana, sitio del cual había promovido su fundación, donde se señaló que: "Londoño Mejía fue solidario en lo económico, progresista en lo social, independiente en lo político, aperturista en lo humano, artista en lo cultural, renovador en lo espiritual, y ante todo un cooperativista y solidario institucional." 

## Trabajo académico y obra cooperativista
Londoño Mejía fue uno de los principales exponentes del cooperativismo en Colombia, promotor de todo tipo de centros cooperativos y Congresos Cooperativos de carácter Nacional e Internacional. Apoyó abiertamente la Doctrina Social de la Iglesia. 
En el ámbito académico fue profesor de varias cátedras, principalmente relacionadas con la economía, en varias universidades del país. 
Fue autor de numerosos artículos y ensayos en materia económica, además de escribir 15 libros, varios de ellos distribuidos también en el exterior. En estas obras expresó su principio de que "el dinero y su productividad no pueden ser el móvil más importante de la actividad económica", proponiendo en cambio que la primera motivación para todo trabajador y empresario debe ser el "logro social y humano" por encima del "lucro material y económico". En este sentido criticó el salvajismo de algunos sistemas económicos que buscan el lucro a toda costa. 
Llegó a ser condecorado por los gobiernos de Colombia, Ecuador y Bolivia. 